# Anselmo Rodríguez de Rivas
Anselmo Rodríguez de Rivas y Rivero (Sevilla, 12 de julio de 1854-Madrid, enero de 1931) fue un político español, miembro del partido conservador, que ocupó los cargos de diputado, senador y alcalde de Sevilla.

## Biografía

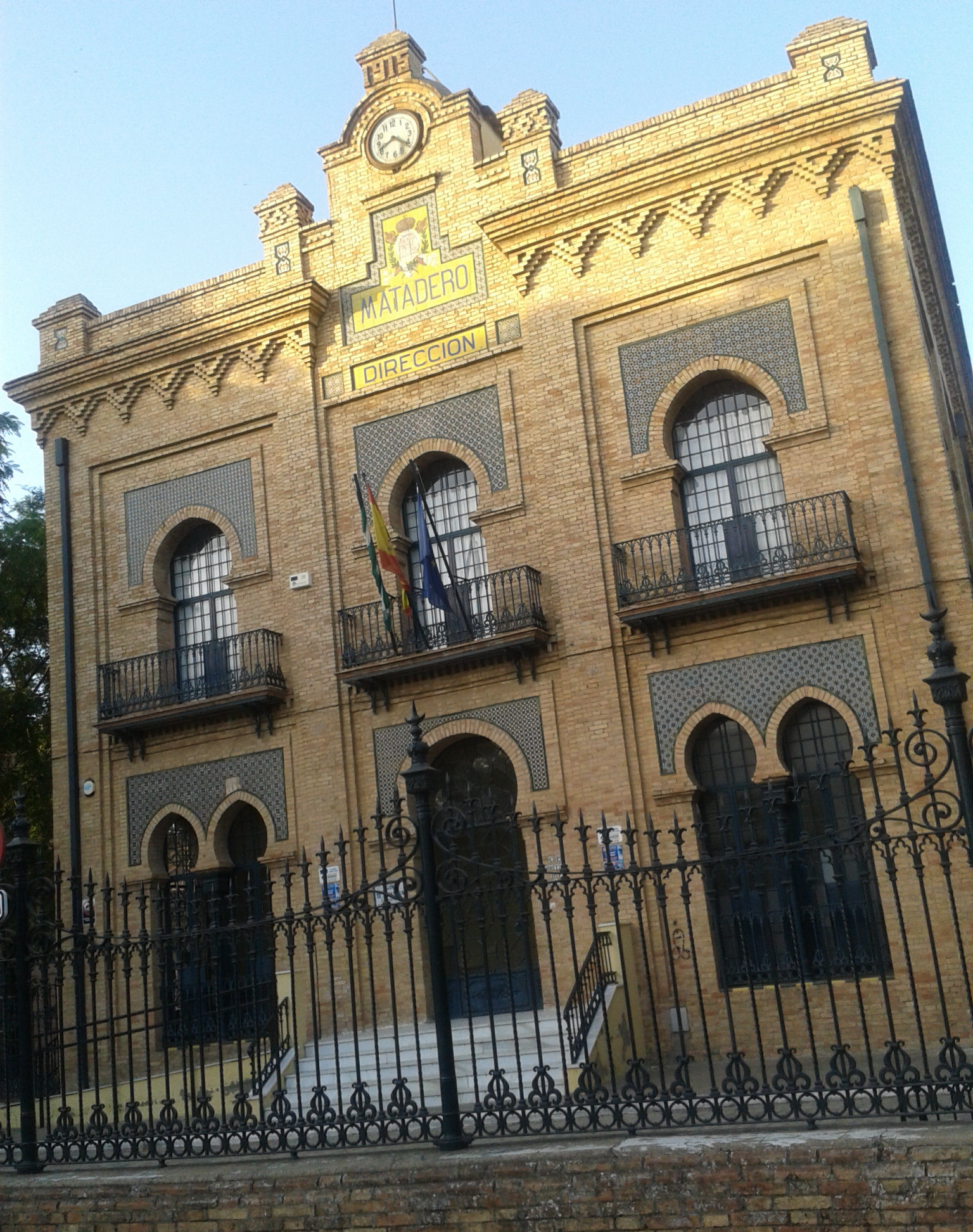
Pabellón de Dirección del antiguo Matadero de Sevilla realizado según proyecto de José Sáez por encargo de Anselmo Rodríguez de Rivas

Fue alcalde de Sevilla entre el 1 de julio de 1895 y el 29 de octubre de 1897, senador en representación de la provincia de Sevilla en las legislaturas de 1898, 1901, 1902, 1907, 1908, 1909, 1914, 1915, 1921 y 1922, senador por la Sociedad Económica de Sevilla en las legislaturas de 1899, 1900, 1903 y 1904. Fue nombrado diputado de las Cortes de España en representación del distrito de Cazalla de la Sierra (provincia de Sevilla) en las elecciones de 1 de febrero de 1891 y 16 de abril de 1899.
En 1895, durante su etapa como alcalde de Sevilla, encargó a José Sáez un nuevo proyecto de edificio para matadero que se debía construir sobre terrenos que fueron cedidos por el marqués de Nervión, el cual fue aprobado el 26 de agosto de 1910. La construcción se finalizó en 1916, aunque no empezó a funcionar como tal hasta 1921.
El 20 de enero de 1900 realizó una proposición en el Senado para que se incluyera en el plan general de carreteras la construcción de una vía que uniera las localidades de El Real de la Jara y Santa Olalla del Cala, dicha proposición resultó aprobada. Su muerte en Madrid era comunicada en la prensa sevillana el 13 de enero de 1931.